# Maik Georgi
Maik Georgi (* 6. April 1988 in Zwickau) ist ein ehemaliger deutscher Fußballspieler und heutiger -trainer.

## Karriere

### Als Spieler
Georgi begann das Fußballspielen in den Jugendmannschaften des FSV Zwickau. Im A-Jugend-Bereich wechselte er zum Nachwuchs des FC Erzgebirge Aue, der auch seine erste Station im Herren-Bereich. Hier hatte er seinen ersten Einsatz im Profi-Bereich, als er am 1. Spieltag der Saison 2008/09 in der 3. Liga im Spiel gegen Eintracht Braunschweig von Trainer Heiko Weber in der 64. Spielminute für Kenny Schmidt eingewechselt wurde. Allerdings konnte sich Georgi in der ersten Mannschaft nicht durchsetzen und kam überwiegend in der zweiten Mannschaft in der Oberliga zum Einsatz. Aus diesem Grund verließ er Aue in der Winterpause 2008/09 und wechselte zum 1. FC Magdeburg. Allerdings konnte er sich auch hier nicht als Stammspieler etablieren und kam in der Rückrunde auf nur acht Einsätze und wurde daneben häufig in der zweiten Mannschaft der Magdeburger eingesetzt, für die er in der Saison 2008/09 auf insgesamt neun Einsätze kam, in denen er einen Treffer erzielte. In der Saison 2010/11 eroberte sich Georgi einen Stammplatz in der Regionalligamannschaft des FCM und kam auf 29 Einsätze und drei Tore.
In der Winterpause der Saison 2011/12 wechselte er dann zu Germania Halberstadt in die Regionalliga Nord (später Regionalliga Nordost), wo er in 71 Ligaeinsätzen auf vier Tore und vier Torvorlagen kam.
Zur Saison 2014/15 wechselte er ablösefrei zum Ligakonkurrenten FSV Wacker 90 Nordhausen. Nach zwei Jahren verließ er den Verein und schloss sich dem Regionalligaaufsteiger 1. FC Lokomotive Leipzig an.
Zur Saison 2018/19 wechselte Georgi zum Aufsteiger VfL 05 Hohenstein-Ernstthal in die Oberliga Nordost.
In der Winterpause der Saison 2021/22 wechselte er zum Regionalligisten FC Eilenburg. Im Sommer 2022 kehrte er nach Zwenkau zurück.

### Als Trainer
Im November 2022 beendete er seine Spielerkarriere und startete seine Trainerkarriere beim Radefelder SV 90 in der Sachsenliga. Nach einem halben Jahr verließ er den Verein wieder und wechselte als Cheftrainer zum VfB Zwenkau 02. Im April 2025 trat er von seinem Amt zurück.